# Луньов Олег Володимирович
Луньов Олег Володимирович (нар. 17 березня 1973, Київ) — український художник. Працює в галузі живопису, театру, кіно.
Народився у Києві. Навчався в Республіканській художній середній школі ім. Тараса Шевченка. В десятому класі школи познайомився із сценографом Данилом Лідером, через якого зацікавився сценографією. З 1992 року — учасник республіканських художніх виставок.
1997 року закінчив Українську академію мистецтв (майстерня Данила Лідера, майстерня О. Бурліна, викладачі з фаху Сергій Зорук, В. Будніков). З того ж року — головний художник Київського академічного театру драми і комедії на лівому березі Дніпра.
З 2000 року — член Національної спілки художників України.
Серед основних творів: «Рогоносець» (1998), «Глядачі на виставу не допускаються» (2001).
Відомий серіями картин «До і після» (триптихи), «Десерт», «Девченки нашего двора» (портрети знайомих жінок, акторок Києва), «Оглядини».

## Родина і вчителі
Олег Луньов народився у сім'ї митців. Його дідусь — дитячий письменник Грицько Бойко, дядько — драматург Вадим Бойко. Вітчим Олега Луньова — також письменник Валентин Тарнавський. Сусідами родини Луньова була родина живописця-академіка Сергія Григор'єва.
Своїми головними вчителями Олег Луньов вважає Данила Лідера (сценографія), Сергія Молодчикова та Віктора Зарецького (живопис).